# Niambia buddelundi
Niambia buddelundi är en kräftdjursart som beskrevs av Barnard 1949. Niambia buddelundi ingår i släktet Niambia och familjen myrbogråsuggor. Inga underarter finns listade i Catalogue of Life.